# Meet the Girl Next Door
Albums de Lil' Mo
Based on a True Story
(2001) Pain & Paper
(2007)
Singles
1. 4Ever
Sortie : 18 février 2003
2. Ten Commandments
Sortie : 4 mars 2003

Meet the Girl Next Door est le deuxième album studio de la rappeuse et chanteuse américaine Lil' Mo. Il est publié le 29 avril 2003 par Elektra Records. Lil' Mo écrit et enregistre l'album pendant son huitième mois de grossesse, au cours duquel elle est devenue présentatrice à temps partiel de l'émission The Lil' Mo Show diffusée sur la station de radio WXYV-FM de Baltimore. Lil' Mo travaille avec divers producteurs sur l'album, notamment Missy Elliott, Walter "Lil' Walt" Millsap III, Chucky Thompson, Bryan-Michael Cox, Craig Love, Warryn Campbell, Dwayne Bastiany et Precision. Les chanteurs invités sur Meet the Girl Next Door comprennent les rappeurs Fabolous, Free et Lil' Kim.
L'album a été publié avec des critiques favorables et un léger classement au US Billboard 200, atteignant le numéro 17, tout en entrant dans le top 5 des meilleurs albums R&B/Hip-Hop. La promotion de l'album a été limitée ; selon Lil' Mo, cela était dû en grande partie au fait qu'elle était enceinte et qu'Elektra ne lui a pas apporté le soutien nécessaire[4]. Malgré une promotion minimale, Lil' Mo a interprété les singles de l'album lors de quelques émissions, dont Jimmy Kimmel Live! et Soul Train. L'album génère trois singles, 4Ever, 21 Answers et Ten Commandments. Meet the Girl Next Door est son dernier album produit sous le label Elektra Records.

## Historique
En 2001, après plusieurs retards, Elektra Records sort le premier album de Lil' Mo, Based on a True Story. L'album atteint la 14e place du Billboard 200 américain, se vendant à 73 000 exemplaires la première semaine, et a produit le single à succès Superwoman Pt. II avec le rappeur Fabolous. Le single atteint la 11e place du Billboard Hot 100 américain et entre dans le top 5 des Hot R&B/Hip-Hop Songs. En début d'année 2002, elle apprend qu'elle est enceinte de son premier enfant. Alors qu'elle s'attendait à une réponse négative de la part de son label, Elektra accepte la nouvelle et l'encourage à commencer à travailler sur son deuxième album pendant sa grossesse. Lil' Mo renonce alors à sa tournée et est devenue présentatrice à temps partiel pour la station de radio de Baltimore WXYV-FM pendant les sept mois suivants. Entre-temps, elle apparait sur le single If I Could Go ! de la rappeuse Angie Martinez, qui s'est classé au top 20, et passe quatre mois à écrire et enregistrer Meet the Girl Next Door. [Dans une interview de 2003 avec le magazine Billboard, elle explique qu'elle avait décidé de travailler avec des producteurs qui « n'ont pas eu le crédit qu'ils méritaient » et qu'elle allait délibérément utiliser un son différent pour cet effort dans l'espoir de convaincre le public de passer outre sa crédibilité pour Superwoman Pt. II.

## Accueil critique
Les critiques de l'album sont majoritairement positives. Meet the Girl Next Door reçoit quatre étoiles sur cinq de la part du rédacteur en chef de AllMusic, Andy Kellman, qui a décrit la voix de Mo comme étant plus « puissante » et « polyvalente ». Il déclare également que l'album comporte des moments forts, ainsi que de meilleurs textes que ceux de son premier album. Cependant, il décrit l'album comme étant « quatre chansons trop longues ». Pour lui, « ... il est évident que Lil' Mo devrait vraiment consacrer la majeure partie de son temps de travail - si ce n'est tout son temps - à faire de la musique ».
S. Tia Brown d'Entertainment Weekly trouve que « avec son deuxième album, Meet the Girl Next Door, Lil' Mo renforce sa signature - un hybride de gouaille de rue et de paroles matures sur des mélodies qui font bouger le corps. La nouvelle épouse et mère de famille interprète avec émotion des ballades et des reprises R&B sans recourir aux clichés et à l'argot pour exprimer sa vision de l'amour ».
Pour Billboard, « Fusion du R&B traditionnel et du hip-hop, Meet the Girl Next Door montre une Lil' Mo plus calme et plus lyrique, qui a certainement encore de la classe [...] Cependant, l'ensemble est finalement alourdi par des interludes inutiles et par la banalité de plusieurs chansons ».

## Succès commercial
Meet the Girl Next Door atteint la 17e place du Billboard 200 américain, se vendant à 53 000 exemplaires la première semaine, ce qui représente une baisse considérable par rapport à son album précédent, Based on a True Story, qui s'était écoulé à 73 000 unités en 2001. Dans un classement de Billboard, l'album atteint la quatrième place du Top R&B/Hip-Hop Albums, devenant ainsi le premier album solo à figurer parmi les cinq premiers de ce classement. Billboard classe l'album à la 99e place de son classement de fin d'année 2003 du Top R&B/Hip-Hop Albums.
Plusieurs singles sont issus de l'album. En février 2003, 4Ever, une autre collaboration avec Fabolous, sort comme premier single de l'album, et reçoit des avis plutôt tièdes de la part de la plupart des critiques. La chanson atteint la 37e place du Billboard Hot 100 et la 13e place du Hot R&B/Hip-Hop Songs. Ten Commandments, avec Lil' Kim, devait être le deuxième single, mais en raison d'une promotion limitée, il n'a jamais été publié. Il a cependant atteint la première place du classement Bubbling Under R&B/Hip-Hop Singles. 21 Answers, une réponse connue à la chanson 21 Questions de 50 Cent, est envoyé aux radios en mai 2003 comme single promotionnel.

## Classements
| Classement (2003)                   | Position |
| ----------------------------------- | -------- |
| États-Unis (Billboard 200)          | 17       |
| États-Unis (Top R&B/Hip-Hop Albums) | 4        |

| Classement (2003)                                | Position |
| ------------------------------------------------ | -------- |
| États-Unis US Top R&B/Hip-Hop Albums (Billboard) | 99       |

## Fiche technique

### Liste des pistes
| 1.    | Intro                                          | Lil' Mo                                       | 1:18 |
| 2.    | Why Do We Fall in Love                         | Precision                                     | 3:43 |
| 3.    | Doing Me Wrong                                 | Missy Elliott, Walter "Lil' Walt" Millsap III | 4:16 |
| 4.    | 4Ever (feat. Fabolous)                         | Bryan-Michael Cox, Craig Love                 | 4:30 |
| 5.    | Ten Commandments (feat. Lil' Kim & Nino Storm) | Chucky Thompson                               | 5:05 |
| 6.    | Ain't No Reason                                | Precision                                     | 3:32 |
| 7.    | Heaven (Interlude)                             | Warryn "Baby Dubb" Campbell                   | 1:54 |
| 8.    | Brand Nu                                       | Antwan "Amedeus" Thompson                     | 4:25 |
| 9.    | 1st Time                                       | Bastiany                                      | 4:24 |
| 10.   | So Lost Without You                            | Bastiany                                      | 4:00 |
| 11.   | Shoulda Known                                  | Chucky Thompson                               | 5:32 |
| 12.   | Disturbing Phone Call (Interlude)              | Lil' Mo                                       | 1:22 |
| 13.   | Get Over It                                    | Bastiany                                      | 3:30 |
| 14.   | It's Your World                                | Bastiany                                      | 4:02 |
| 15.   | Letter from My #1 Fan (Interlude)              | Lil' Mo                                       | 0:32 |
| 16.   | Letter to My #1 Fan                            | Chucky Thompson                               | 4:27 |
| 56:06 |                                                |                                               |      |

### Pistes supplémentaires lors de la réédition en 2011
| 17. | 21 Answers (featuring Free)     | Dirty Swift | 3:28 |
| 18. | 4Ever (Midi Mafia Reggae Remix) | Midi Mafia  | 4:27 |

## Équipe de production
L'équipe de production de l'album est composée des personnes suivantes.
| - Dwayne Bastiany – Producteur - Charles "El Loco" Bedoya – Ingénieur du son - Kalixto Blount – Coiffure - Merlin Bobb – A&R, Producteur exécutif - Jay Brown – A&R, Producteur exécutif - Sandra Campbell – Coordination de projet - Candice Childress – Coordination de projet - Sherry Clardy – Coordination artistique - Steve Conover – Assistant - Bryan-Michael Cox – instrumentation, producteur - DJ Premier – Producteur - Missy Elliott – Producteur - Fabolous – Voix - Mike Ging – Ingénieur du son - Heavy D – Producteur - Jean-Marie Horvat – Mixage - J.J. Jackson – Compositeur | - Andre Johnson – Coordination artistique - Claudine Joseph – Directeur de projet - Rich Keller – Mixage - Lil' Kim – Voix - C.P. Love – Voix - Craig Love – Compositeur - Anthony Mandler – Photographie - Glen Marchese – Mixage - Manny Marroquin – Mixage - Ann Mincieli – Assistant ingénieur du son - Celeste Moses – Coordination artistique - Tim Olmstead – Assistant mixage - Brian Stanley – Ingénieur du son - Nate Thelen – Ingénieur du son - A.P. Thompson – Compositeur - Chucky Thompson – Mixage - Patrick Viala – Ingénieur du son |